# L'œuf dure
Série
Les Yeux brouillés
(2000)
Pour plus de détails, voir Fiche technique et Distribution.
L'œuf dure est un film français réalisé par Rémi Lange et sorti en 2019.

## Synopsis
Un quinquagénaire, habitué à filmer sa vie, rencontre un jeune artiste qui, peu après leur lune de miel, lui annonce vouloir un enfant. Rémi accepte à condition de pouvoir filmer tout ce qui va leur arriver, de la rencontre à l'accouchement en passant par la scène de procréation ! Ensemble, ils vont essayer de trouver cette femme extraordinaire...

## Fiche technique
- Titre : L'œuf dure
- Réalisation : Rémi Lange
- Scénario : Rémi Lange et Tiburce
- Photographie et son : Rémi Lange, Adriano Dafy, Françoise Julien-Cordelier et Magali Le Naour-Saby
- Montage : Rémi Lange, Thierry Derocles, Hervé Millet et David Chhouy
- Musique : Les Dupont, CMTK, Boubaker Aïba, Jean-Pierre Stora, Philippe Mendelsohn et Thomas Polly
- Production : Les Films de l'Ange
- Pays de production :  France
- Durée : 113 minutes
- Date de sortie : France - 28 août 2019[1]

## Distribution
- Adriano Dafy : Dino
- Magali Le Naour-Saby : Magali
- Rémi Lange : Rémi